# Jan İlhan Kızılhan
Jan İlhan Kızılhan (auch: Ilhan Kizilhan; * 1966 in Batman) ist ein Psychologe, Autor und Herausgeber. Er ist spezialisiert auf Transkulturelle Psychiatrie und Traumatologie.

## Leben und Wirken
İlhan Kızılhan kam 1973 mit seinen kurdischen Eltern aus der Türkei in die Bundesrepublik Deutschland. Er studierte zunächst von 1988 bis 1993 Psychologie und Soziologie an der Universität Bochum, dann 1995 in den Vereinigten Staaten von Amerika in Washington, D. C., an der Georgetown University, wo er gleichzeitig als wissenschaftlicher Mitarbeiter und Psychologe im Human Right Law Project in Los Angeles arbeitete. Zurück in Deutschland wurde Kızılhan 1999 im Fach Psychologie an der Universität Konstanz mit dem Prädikat Magna cum laude promoviert.
Noch im selben Jahr erhielt Kızılhan die Stellung als leitender Diplom-Psychologe, Abteilungsleiter und klinischer Manager der psychosomatischen Michael-Balint-Klinik in Königsfeld. Seit Dezember 2016 leitet Kızılhan die Abteilung Transkulturelle Psychosomatik der MediClin Klinik am Vogelsang in Donaueschingen.
2002 absolvierte Kızılhan eine Ausbildung zum psychologischen Psychotherapeuten an der Tübinger Akademie für Verhaltenstherapie (TAVT), wo er approbierte.
Nachdem er seit 2006 am Institut für Psychologie (Rehabilitationspsychologie) der Universität Freiburg die Projektleitung der Arbeitsgruppe Migration und Rehabilitation übernommen hatte, wurde er 2010 von der Dualen Hochschule Villingen-Schwenningen zum Professor berufen. Seit 2013 leitet er den Studiengang Soziale Arbeit mit psychisch Kranken und Suchtkranken.
Kızılhan wurde zudem 2014 an der Universität Göttingen in Orientalistik promoviert.
Kızılhan ist seit 2016 Dekan des Instituts für Psychotherapie und Psychotraumatologie an der Universität Duhok, Kurdistan Region Irak.
Kızılhan leitet seit 2018 das Institut für Transkulturelle Gesundheitsforschung (i. G.) an der Dualen Hochschule Baden-Württemberg (DHBW).
Kızılhan und sein Team an dem Institut für Transkulturelle Gesundheitsforschung an der DHBW haben für Migranten eine Plattform zum Umgang mit COVID-19 aufgebaut, um den Menschen die notwendigsten Informationen zu geben.

## Werke
- Ilhan Kizilhan: Die Yeziden. Eine anthropologische und sozialpsychologische Studie über die kurdische Gemeinschaft, mit einem Vorwort von Hans Branscheidt, Orig.-Ausgabe, Frankfurt/M.: Verlag medico international, 1997, ISBN 3-923363-25-7
- Jan İlhan Kızılhan: Depresyon. hastalığı yenmenin yolları (deutsch: Depression. Wege aus der Krankheit) St. Georgen, Pfalz: Hackbarth, 2002, ISBN 3-929741-27-X
- Jan İlhan Kızılhan: „Ehrenmorde“. Der unmögliche Versuch einer Erklärung. Hintergründe – Analysen – Fallbeispiele (= Friedens- und Demokratiepsychologie Bd. 4), Berlin: Regener, 2006, ISBN 3-936014-08-6; Inhaltsverzeichnis
- Jan İlhan Kızılhan: Depresyon ve psikolojik ağrılar. hastalığı yenmenin yolları (deutsch: Depression und somatoforme Schmerzen), zweisprachig (= Forum Migration, Gesundheit, Integration, Bd. 6), Berlin: VWB – Verlag für Wissenschaft und Bildung, 2011, ISBN 978-3-86135-295-2; Inhaltsverzeichnis, Beschreibung und Inhaltstext
- Jan İlhan Kızılhan: Kultursensible Psychotherapie : Hintergründe, Haltungen und Methodenansätze (= Forum Migration, Gesundheit, Integration, Bd. 8), Berlin: VWB – Verlag für Wissenschaft und Bildung, 2013, ISBN 978-3-86135-297-6; Inhaltsverzeichnis und Beschreibung
- Jan İlhan Kızılhan: Wer sind die Êziden? Êzidische Kinder und Jugendliche stellen Fragen zu ihrer Religion, Identität und Migration (= Êzîdî kî ne? Zarok û ciwanên êzîdî pirsan li ser dîn, nasname û penaberiya xwe dikin) (in Deutsch und Kurdisch (Kurmancî)), Berlin: VWB – Verlag für Wissenschaft und Bildung, 2013, ISBN 978-3-86135-298-3; Inhaltsverzeichnis und Beschreibung
- Jan İlhan Kızılhan/Alexandra Cavelius, Die Psychologie des IS. Die Logik der Massenmörder, München: Europa Verlag, 2016, ISBN 978-3-95890-046-2; Inhaltsverzeichnis
- Jan İlhan Kızılhan: Das Lied der endlosen Trockenheit. Ein Roman aus den kurdischen Bergen, München: Europa Verlag, 2017, ISBN 978-3-95890-066-0
- Jan İlhan Kızılhan (Hrsg.): Psychische Störungen. Lehrbuch für die Soziale Arbeit, Pabst Science Publishers, 2018, ISBN 978-3-95853-326-4
- Jan İlhan Kızılhan, Alexandra Cavelius: Nachtfahrt der Seele. Von einem, der auszog, das Licht zu suchen, Europa Verlag, 2018, ISBN 978-3-95890-162-9
- Florian Junne, Jana Denkinger, Jan Ilhan Kizilhan, Stephan Zipfel (Hrsg.): Aus der Gewalt des "Islamischen Staates" nach Baden-Württemberg : Evaluation des Sonderkontingents für besonders schutzbedürftige Frauen und Kinder aus dem Nordirak, Beltz Juventa, 2019, ISBN 978-3-7799-6154-3 (Druck), ISBN 978-3-7799-5455-2 (E-Book)
- Jan Ilhan Kizilhan, Nadine Friedl, Florian Steger, Christian Moser, Martin Hautzinger: Trauma Workbook for Psychotherapy Students and Practitioner. Lengerich, Pabst Verlag, 2020
- Jan Ilhan Kizilhan: Schweigen ist tödlich – Von Gewalt, Trauma und Kultur. In Lesen ohne Atomstrom (Hrsg.) Act now! Reflexion in existenziellen Zeiten. Assoziation: Hamburg, 2020
- Jan Ilhan Kizilhan, Florian Steger (2021) The socialpsychology of Islamist terror – interdisciplinary perspectives on violence and ISIS totalitarian structures, Global Security: Health, Science and Policy, 6:1, 26-37, DOI: 10.1080/23779497.2021.1927796
- Jan Ilhan Kizilhan, Thomas Wenzel (2020). Positive psychotherapy in the treatment of traumatised Yezidi survivors of sexualised violence and genocide, International Review of Psychiatry, DOI: 10.1080/09540261.2020.1809356
- Jan Ilhan Kizilhan (2020). Posttraumatic Stress Disorder among Yazidi Who Were Survivors of the 2007 Bombings in Northern Iraq. Anxiety And Depression Journal. 2020; 3(1):124
- Jan Ilhan Kizilhan, Michael Noll-Hussong, M. (2020). The psychological impact of COVID-19 in a refugee camp in Iraq. Psychiatry and Clinical Neurosciences. DOI:10.1111/pcn.13142.
- Jan Ilhan Kizilhan (2020). Cultural Aspects of Emotions in Psychotherapy in Family Oriented Societies. Ment Health Fam Med 16:966-973.
- Jan Ilhan Kizilhan (2020). Die Bedeutung der Religion und Spiritualität in der Traumatherapie bei Menschen aus islamischen Ländern. Trauma – Zeitschrift für Psychotraumatologie und ihre Anwendungen 18 Jg. (2020) Heft 2 (10-21)
- Jan Ilhan Kizilhan (2020). Coronaphobie und Posttraumatischer Stress im Umgang mit COVID-19.Trauma – Zeitschrift für Psychotraumatologie und ihre Anwendungen 18 Jg. (2020) Heft 2 (5-8).
- Jan Ilhan Kizilhan, Johanna Neumann J (2020) The Significance of Justice in the Psychotherapeutic Treatment of Traumatized People After War and Crises. Front. Psychiatry 11:540. doi: 10.3389/fpsyt.2020.00540
- Jan Ilhan Kizilhan (2020). Mental health aspects in dealing with COVID-19. SunKrist J Trauma Emerg Med Acute Care. 2020; 1: 1004. Jan Ilhan Kizilhan, Nadine Friedl, Johanna Neumann, T. Traub (2020). Potential trauma events and the psychological consequences for Yazidi women after ISIS captivity. BMC Psychiatry 20, 256 (2020). doi:10.1186/s12888-020-02671-4 IF 3.3
- Jan Ilhan Kizilhan (2020). Mental health aspects in dealing with COVID-19. J Trauma Emerg Med Acute Care. 2020; 11004.
- Jan Ilhan Kizilhan (2020) Impact of Sexual Violation of ISIS Terror against Yazidi Women after Five Years. JSM Sexual Med 4(1): 1025. IF 3.65
- Jan Ilhan Kizilhan, Thomas Wenzel (2020) Concepts of Transgenerational and Genocidal Trauma and the Survivors of ISIS Terror in Yazidi Communities and Treatment Possibilities. Int J Ment Health Psychiatry 6:1. doi:10.37532/ijmhp.2020.6(1).174
- Jan Ilhan Kizilhan, Johanna Neumann (2020). The Psychological Impact of Terrorism in North Iraq: Study of Posttraumatic Stress Disorder and Associated Factors in Victims of 2007 Bombings in Northern Iraq. International Journal of Women Health
- Jan Ilhan Kizilhan (2020). Stress on local and international psychotherapists in the crisis region of Iraq. BMC Psychiatry 20, 110. doi:10.1186/s12888-020-02508-0
- Jan Ilhan Kizilhan, Florian Steger, Michael Noll-Hussong (2020). Shame and dissociative seizures and their correlation among traumatized female Yazidi with experience of sexual violation. BJP. 216, 138–143. doi:10.1192/bjp.2020.2
- Jan Ilhan Kizilhan Psychotherapy in a Multicultural Society. In Manuel Trachsel, Jens Gaab, Nikola Biller-Adorno, Serife Tekin, John Z. Sadler (Eds.). The Oxford Handbook for Psychotherapy and Ethics (36-42). DOI:10.1093/oxfordhb/9780198817338.013.54, 2020
- Floria Steger, Jan Ilhan Kizilhan (2021). Usable and Useful Help in Literature Database Search? A Pedagogical Implementation and the Evaluation of an Interactive Screencast for Iraqi University Students, Technology, Knowledge and Learning, doi:10.1007/s10758-021-09523-4
- Jan Ilhan Kizilhan: Mental Health in Crisis Regions. In James A. Chambers (Eds.). Global Health and Disaster Medicine (321-327). Elsevier: Philadelphia, 2021
- Jan Ilhan Kizilhan, Claudia Klett: "Psychologie für die Arbeit mit Migrant*innen. Weinheim: Beltz, 2021, ISBN 978-3-7799-6137-6

## Auszeichnungen
Im Jahr 2016 wurde Kızılhan der Verdienstorden des Landes Baden-Württemberg verliehen und das von ihm mit Cavelius verfasste Buch Die Psychologie des IS erschien im Europa Verlag.
2017 wurde Kızılhan vom American Jewish Committee (AJC) mit dem Ramer Award for Courage in the Defense of Democracy für sein Engagement zu Gunsten der jesidischen IS-Opfer ausgezeichnet.
2018 wurde Kızılhan mit dem Friedenspreis der Kurdischen Gemeinde in Deutschland ausgezeichnet.
2024 wurde Kızılhan das Bundesverdienstkreuz am Bande verliehen.